# Bộ Thị
Bộ Thị, danh pháp khoa học: Ebenales là một tên gọi của một bộ thực vật có hoa. Tên gọi này được sử dụng trong một vài hệ thống phân loại thực vật, chẳng hạn hệ thống Bentham & Hooker hay hệ thống Engler, mặc dù hệ thống Wettstein lại thích dùng tên gọi Diospyrales hơn. Trong phiên bản năm 1981 của hệ thống Cronquist nó là một bộ được đặt trong phân lớp Dilleniidae với giới hạn định nghĩa như sau:
- Bộ Ebenales
Họ Ebenaceae - Họ Thị
Họ Sapotaceae - Họ Hồng xiêm
Họ Styracaceae - Họ Bồ đề
Họ Symplocaceae - Họ Dung

Trong hệ thống APG II tất cả các họ này đều được đưa vào trong bộ được mở rộng là bộ Ericales.